# Stor-Nåsen
Stor-Nåsen är en sjö i Vansbro kommun i Dalarna och ingår i Dalälvens huvudavrinningsområde. Sjön har en area på 1,23 kvadratkilometer och ligger 230 meter över havet. Sjön avvattnas av vattendraget Mellansjöån.

## Delavrinningsområde
Stor-Nåsen ingår i det delavrinningsområde (670662-142462) som SMHI kallar för Utloppet av Stor-Nåsen. Medelhöjden är 260 meter över havet och ytan är 10,49 kvadratkilometer. Räknas de 2 avrinningsområdena uppströms in blir den ackumulerade arean 28,77 kvadratkilometer. Mellansjöån som avvattnar avrinningsområdet har biflödesordning 3, vilket innebär att vattnet flödar genom totalt 3 vattendrag innan det når havet efter 293 kilometer. Avrinningsområdet består mestadels av skog (71 procent) och sankmarker (14 procent). Avrinningsområdet har 1,21 kvadratkilometer vattenytor vilket ger det en sjöprocent på 11,5 procent. Bebyggelsen i området täcker en yta av 0,07 kvadratkilometer eller 1 procent av avrinningsområdet.